# Бути (Чечня)
Бути (рос. Бути) — село у Шаройському районі Чечні Російської Федерації.
Населення становить 47 осіб (2019). Входить до складу муніципального утворення Бутинське сільське поселення.

## Історія
Згідно із законом від 14 липня 2008 року органом місцевого самоврядування є Бутинське сільське поселення.

## Населення
| 2002 | 2010 | 2012 | 2013 | 2014 | 2015 | 2016 |
| ---- | ---- | ---- | ---- | ---- | ---- | ---- |
| 38   | ↗57  | ↗61  | ↗63  | ↘61  | ↘47  | ↘45  |
| 2017 | 2018 | 2019 |      |      |      |      |
| →45  | ↗46  | ↗47  |      |      |      |      |